# Hill City (Kansas)
Hill City es una ciudad ubicada en el condado de Graham en el estado estadounidense de Kansas. En el año 2010 tenía una población de 1474 habitantes y una densidad poblacional de 614,17 personas por km².

## Geografía
Hill City se encuentra ubicada en las coordenadas 39°22′02″N 99°50′44″O / 39.367319, -99.845558 (39.367319, -99.845558).

## Demografía
Según la Oficina del Censo en 2000 los ingresos medios por hogar en la localidad eran de $30,236 y los ingresos medios por familia eran $36,500. Los hombres tenían unos ingresos medios de $26,207 frente a los $18,295 para las mujeres. La renta per cápita para la localidad era de $16,989. Alrededor del 11.1% de la población estaban por debajo del umbral de pobreza.